# Gary Trent
Gary Dajaun Trent, Sr., né le 22 septembre 1974 à Columbus dans l'Ohio, est un joueur américain de basket-ball. Il évoluait au poste d'ailier fort.

## Biographie
Drafté en NBA en 1995, Trent y a joué pour diverses franchises avant de terminer sa carrière en Europe entre 2004 et 2007.
Son fils, Gary Trent Jr., est aussi joueur de basket-ball. Il évolue plusieurs saisons aux Trail Blazers de Portland comme son père.